# عبد الغني دمو
عبد الغني دمو (من مواليد 29 يناير 1989) هو لاعب كرة قدم جزائري يلعب حاليا في نادي مولودية الجزائر في الرابطة الجزائرية المحترفة الأولى. يلعب عادة في الدفاع.

## السجل المحلي
في صيف عام 2009 ، تم الترتيب لانتقاله إلى مولودية وهران. ومع ذلك، ناديه, سريع المحمدية ، رفض بيع اللاعب.
في صيف عام 2010 ، دمو مرة أخرى رتب للانتقال من ناديه ولكن هذه المرة إلى اتحاد الحراش. سريع المحمدية وضع 5 مليون دينار جزائري كسعر للاعب. انتهى انضمامه إلى النادي في تموز / يوليو ولم يفصح عن تفاصيل النقل.
في مايو 1, 2011, كانت بدايته مع اتحاد الحراش في نهائي كأس الجزائر 2011 ضد شبيبة القبائل. حيث خسروا المباراة بنتيجة 1-0.
وهو الآن يلعب لمولودية الجزائر، حيث فاز بكأس الجزائر. (مولودية الجزائر فاز في المباراة النهائية يوم 2 مايو 2016 ضد نادي نصر حسين داي (1-0)).

## السجل الدولي
تم استدعاؤه إلى تشكيلة الجزائر في تصفيات كأس الأمم الأفريقية لكرة القدم 2017 المجموعة ف ضد منتخب سيشل لكرة القدم في 2 حزيران / يونيو 2016.

## الإنجازات
- وصل نهائي كأس الجزائر مرة واحدة مع اتحاد الحراش في 2011

وفاق سطيف
- دوري أبطال أفريقيا: 2014
- كأس السوبر الأفريقي: 2015
- الرابطة الجزائرية المحترفة الأولى: 2014-15
- كأس الجزائر مع نادي مولودية الجزائر 2015-16.

## وصلات خارجية
- عبد الغني دمو profile at DZFoot.com (بالفرنسية)(بالفرنسية)
- عبد الغني دمو على موقع قاعدة بيانات كرة القدم.إي يو (الإنجليزية)
- عبد الغني دمو على موقع Soccerway.com (الإنجليزية)
- عبد الغني دمو على موقع أوليمبيديا (الإنجليزية)